# Astragalus tegetarioides
Astragalus tegetarioides är en ärtväxtart som beskrevs av Marcus Eugene Jones. Astragalus tegetarioides ingår i släktet vedlar, och familjen ärtväxter. Inga underarter finns listade i Catalogue of Life.